# Empoasca radha
Empoasca radha är en insektsart som beskrevs av William Lucas Distant 1918. Empoasca radha ingår i släktet Empoasca och familjen dvärgstritar. Inga underarter finns listade i Catalogue of Life.